# Усама Тауфік Бадр
Усама Тауфік Бадр (англ. Osama Tawfik Badr) (11 травня 1956, Александрія) — єгипетський дипломат. Надзвичайний і Повноважний Посол Єгипту в Україні.

## Біографія
Народився 11 травня 1956 року в єгипетському місті Александрія. У 1980 році закінчив Александрійський університет, отримавши ступінь бакалавра економіки та ділового адміністрування. У 1985 році Берлінський вільний університет, магістр в галузі міжнародного права.
З 08.12.1982 по 29.08.1983 — співробітник Інституту дипломатичних досліджень
З 30.08.1983 по 09.30.1985 — співробітник з культурних зв'язків департаменту
З 01.10.1985 по 10.31.1988 — Третій секретар Посольства Арабської Республіки Єгипет в Ніамей (Нігер)
З 11.01.1988 до 31.08.1990 — Другий секретар управління
З 01.09.1990 по 09.01.1994 — консул Єгипту в Ріо-де-Жанейро (Бразилія)
З 09.01.1994 по 09.01.1995 — співробітник Єгипетського фонду технічного співробітництва з країнами Африки
З 01.09.1995 по 01.09.1999 — Заступник голови місії, Посольство Арабської Республіки Єгипет в Доха (Катар)
З 10.13.1999 по 31.08.2001 — директор у справах культурних і релігійних відносин
З 01.09.2001 по 01.08.2005 — консул Арабської Республіки Єгипет в Парижі
З 01.08.2005 по 01.09.2006 — заступник директора, директор Інституту дипломатичних досліджень
З 01.09.2006 по 01.09.2010 — Посол Арабської Республіки Єгипет в Котону (Бенін)
З 01.09.2010 — по 2012 — помічник міністра закордонних справ Арабської Республіки Єгипет і директор Інституту дипломатичних досліджень Міністерства закордонних справ Єгипту.
З 2012 по 2016 рік — Надзвичайний і Повноважний Посол Єгипту в Києві. 10 вересня 2012 вручив вірчі грамоти Президенту України Віктору Януковичу.